# Келливарон
Келливарон (греч. Μονή Κελλιβάρων, тур. Yediler Manastırı) — находящийся ныне в руинах древний мужской монастырь (лавра) в Малой Азии, в исторической области Карии, ныне в Турции. Существовал в византийский период. Расположен на горе Латрос (ныне Бешпармак), к юго-востоку от древнего города Милет, у современного места Едилер (Yediler), к востоку от современной деревни Капыкыры и озера Бафа, на территории района Миляс в иле Мугла. С X по XIII век был центром монашества в Каппадокии. Его название связано с городом Карвали (ныне Гюзельюрт).
Келливарон был древнейшей из обителей крупного монашеского центра на Латросе, занимавшего в VII—XV вв. берега и острова озера Латмос (ныне Бафа) и горный массив к востоку и северу от Ираклии-на-Латмосе (ныне Капыкыры). Настоятель лавры Келливарон до конца XI века занимал должность прота Латроса, затем это право по решению Константинопольского патриарха Космы I Иерусалимита (1075—1081) перешло к преподобному Христодулу Латрину, в 1075—1087 гг. игумену лавры Стилу (Μονή του Στύλου — «у столпа»), основанной Павлом Латрским.
В X веке вероятно в результате разделения общины Келливарон образовалась лавра Пресвятой Богородицы Лампониу (Μονή Λαμπονίου). В 1049 году с участием представителя Константинопольского патриарха Михаила I Керулария разбиралось дело о разделе территорий между лаврами, позднее монастырь Лампониу не упоминается.
Игуменом монастыря был преподобный Арсений Латрийский.
Известны несколько рукописей XIII века из монастыря.
Около 1282 года по решению императора Михаила VIII Палеолога общину монастыря Келливарон, состоявшую в то время лишь из 9 монахов, переселили в Константинополь, в монастырь святого Димитрия. Слияние монастырей при этом не предполагалось, и монахи из Келливарона жили в Константинополе на особых правах, но вскоре монастырь на Латросе превратился в метох столичной обители святого Димитрия. Тем самым Келливарон окончательно потерял первенство на Латросе. В конце XIII — начале XIV века местность Латроса перешла под контроль Румского султаната и других государств тюрок-сельджуков. Однако под властью мусульман жизнь монастырей Латроса продолжалась ещё значительное время.
Монастырский комплекс Келливарон был разделен на 2 части (небольшая крепость с часовней и оборонительными помещениями и обширная территория, на которой хаотично располагались многочисленные отдельные кельи монахов). К югу от крепости находилась церковь, одноапсидная, продолговатая в плане. В монастыре обследованы 24 небольших высеченных в скалах или построенных из камней помещения различных планов; крайне сложно определить, какие из них предназначались для литургических и бытовых целей. В одном из помещений сохранились фрески XIII века, посвященные жизни Христа.